# Юная мисс США 1998
Юная Мисс США 1998 (англ. Miss Teen USA 1998) — 16-й национальный конкурс красоты, проводился в Hirsch Memorial Coliseum, Шривпорт, Луизиана. Победительницей стала Ванесса Миннилло, представлявшая штат Южная Каролина.
Мероприятие было организовано Марио Лопес с комментариями от Эли Ландри и Джули Моран. Лэндри завоевала титулы «Юная мисс Луизиана 1990», «Мисс Луизиана 1996» и Мисс США 1996, прошла в полуфинал конкурса Юная мисс США 1990, прежде чем выиграть Мисс США 1996.
Группа N'Sync выступала перед зрителями.
Ванесса Миннилло и Марио Лопес позже проводили Мисс Вселенная 2007. Победительница «Мисс Нью-Йорк» — Линси Фредетт, сестра BYU и игрока NBA Джиммер Фредетт.

## Результат

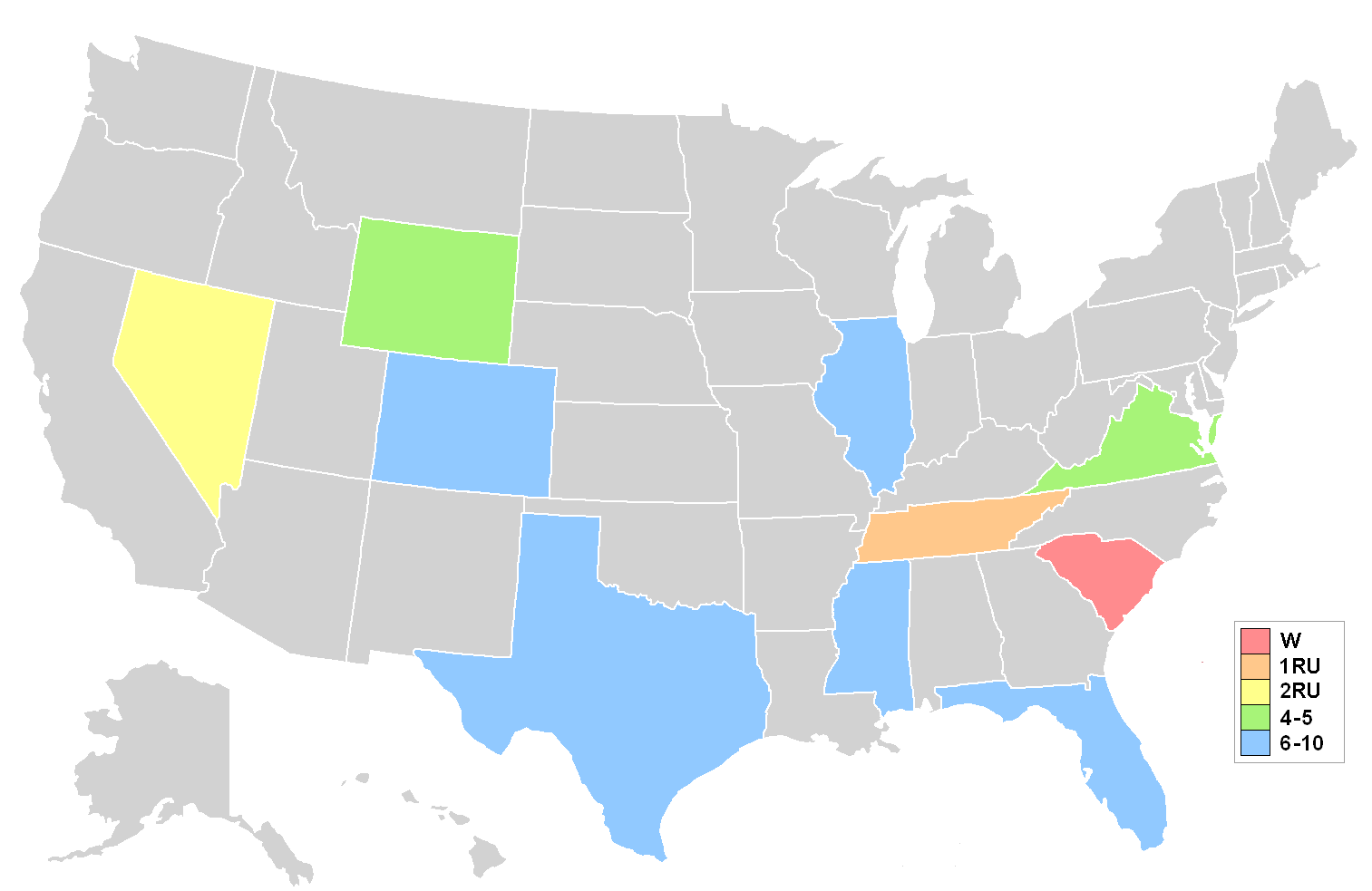
Штаты финалистки конкурса красоты Юная Мисс США 1998

### Места
| Итоговый результат | Участница |
| ------------------ | --- |
| Юная Мисс США 1998 | - Южная Каролина — Ванесса Миннилло                                                                                              |
| 1-я Вице Мисс      | - Теннесси — Бриджитт Джордан |
| 2-я Вице Мисс      | - Невада — Виктория Франклин |
| Топ 5              | - Вайоминг — Джина ДеБернарди - Виргиния — Мисти Орн                                                                             |
| Полуфиналистки     | - Техас — Кристи Коулъ - Флорида — Николь Бродерик - Иллинойс — Николь Манск - Миссисипи — Дженифер Рил - Колорадо — Кэти Доланд |

### Специальные награды
| Награда              | Участница                           |
| -------------------- | ----------------------------------- |
| Мисс Конгениальность | - Южная Каролина — Ванесса Миннилло |
| Мисс Фотогеничность  | - Флорида — Николь Бродерик         |
| Стиль                | - Массачусетс — Сьюзи Кастилло      |
| Best in Swimsuit     | - Южная Каролина — Ванесса Миннилло |

### Баллы
| \| Штат \| Интервью \| Купальный костюм \| Вечернее платье \| Средний балл \| \| -------------- \| -------- \| ---------------- \| --------------- \| ------------ \| \| Южная Каролина \| 9.83 \| 9.96 \| 9.89 \| 9.89 \| \| Виргиния \| 9.59 \| 9.87 \| 9.74 \| 9.73 \| \| Невада \| 9.41 \| 9.83 \| 9.48 \| 9.57 \| \| Теннесси \| 9.13 \| 9.88 \| 9.66 \| 9.56 \| \| Вайоминг \| 9.13 \| 9.74 \| 9.71 \| 9.53 \| \| Техас \| 9.16 \| 9.52 \| 9.82 \| 9.50 \| \| Флорида \| 8.94 \| 9.72 \| 9.74 \| 9.47 \| \| Иллинойс \| 8.91 \| 9.62 \| 9.78 \| 9.44 \| \| Миссисипи \| 8.96 \| 9.55 \| 9.76 \| 9.42 \| \| Колорадо \| 8.99 \| 9.47 \| 9.61 \| 9.36 \| | Победительница 1-я Вице Мисс 2-я Вице Мисс Пять финалистки |                  |                 |              |
| Штат | Интервью                                                   | Купальный костюм | Вечернее платье | Средний балл |
| Южная Каролина | 9.83                                                       | 9.96             | 9.89            | 9.89         |
| Виргиния | 9.59                                                       | 9.87             | 9.74            | 9.73         |
| Невада | 9.41                                                       | 9.83             | 9.48            | 9.57         |
| Теннесси | 9.13                                                       | 9.88             | 9.66            | 9.56         |
| Вайоминг | 9.13                                                       | 9.74             | 9.71            | 9.53         |
| Техас | 9.16                                                       | 9.52             | 9.82            | 9.50         |
| Флорида | 8.94                                                       | 9.72             | 9.74            | 9.47         |
| Иллинойс | 8.91                                                       | 9.62             | 9.78            | 9.44         |
| Миссисипи | 8.96                                                       | 9.55             | 9.76            | 9.42         |
| Колорадо | 8.99                                                       | 9.47             | 9.61            | 9.36         |

## Участницы
| - Айдахо — Элизабет Бархас - Айова — Арианна Кем - Алабама — Хизер Боуг - Аляска — Сара Энн Смит - Аризона — Кристи Кей Стовер - Арканзас — Джоан Лукас - Вайоминг — Джина ДеБернарди - Вашингтон — Эмбер Ланкастер - Вермонт — Рассвет Амелия Кэрроу - Виргиния — Мисти Орн - Висконсин — Хайди Алдерсон - Гавайи — Тоби Энн Похаикеалоха Картер - Делавэр — Николь Томлин - Джорджия — Мидори Томпсон - Западная Виргиния — Эрика Биванс - Иллинойс — Николь Бриско - Индиана — Ташина Кастигар - Калифорния — Аманда Джой О’Лири - Канзас — Эшли Тессендорф - Кентукки — Элизабет Арнольд - Колорадо — Кэти Доланд - Коннектикут — Натали Перес - Луизиана — Дженнифер Дюпон - Массачусетс — Сьюзи Кастилло - Миннесота — Кристи Рене Хильгенберг | - Миссисипи — Дженнифер Рил - Миссури — Бриттани Макдональд - Мичиган — Элизабет Мэтис - Монтана — Мэгги Стокер - Мэн — Криста Уэйкфилд - Мэриленд — Эмбер Коффман - Небраска — Лори Андерсон - Невада — Виктория Франклин - Нью-Гэмпшир — Надия Хамбер - Нью-Джерси — Мелисса Дунгао - Нью-Йорк — Линдси Фредетт - Нью-Мексико — Рана Джонс - Огайо — Стэйси Оффенберг - Оклахома — Тара Бейкер - Вашингтон (округ Колумбия) — Чартис ДеКуинта Дэй - Орегон — Мелисса Маки - Пенсильвания — Кэтрин Краус - Род-Айленд — Кристин Люнеберг - Северная Дакота — Бренди Смолен - Северная Каролина — Люси Паркер - Теннесси — Бриджит Джордан - Техас — Кристи Коул - Флорида — Николь Бродерик - Южная Каролина — Ванесса Минило - Южная Дакота — Саммер Симунек - Юта — Трина Сеймур |

## Судьи
- Билл Беллами[англ.]
- Тим Брандо[англ.]
- Тара Липински
- Остин О’Брайен
- Джонни Мосли
- Сара Шваб
- Джил Стюарт[англ.]